# Calliandra depauperata
Calliandra depauperata es una especie americana perteneciente a la subfamilia de las Mimosóideas dentro de las leguminosas (Fabaceae).

## Distribución
Es originaria de Brasil donde se encuentra en la Caatinga, distribuida por  Piauí, Ceará, Pernambuco y Bahia (Brasil).

## Taxonomía
Calliandra depauperata fue descrita por  George Bentham  y publicado en Transactions of the Linnean Society of London 30(3): 546. 1875.
Etimología
Calliandra: nombre genérico derivado del griego kalli = "hermoso" y andros = "masculino", refiriéndose a sus estambres bellamente coloreados.
depauperata: epíteto latino de las palabras pauper = "pobre" y el sufijo ata = "semejante o parecido".
Sinonimia
- Feuilleea depauperata Kuntze[3]